# П'ятигранник
Пентаедр, або п'ятигранник — багатогранник з п'ятьма гранями.
Існує 2 топологічні типи пентаедрів: 
- чотирикутна піраміда (піраміда може бути і неопуклою, якщо її основа є неопуклим чотирикутником);
- трикутна призма та різні багатогранники, які можна отримати деформацією трикутної призми (до цього типу також відносяться клин та трикутна усічена піраміда).

Другий тип можна також описати як простір, що вирізується з тригранного циліндра або тригранного кута двома площинами, які перетинають всі три грані цього циліндра або кута, але самі перетинаються за межами цього циліндра або кута або паралельні.
Не існує п'ятигранника, у якого всі грані були однакові.
| Назва                | Зображення | Вершин | Ребер | Граней | Тип граней                   |
| -------------------- | ---------- | ------ | ----- | ------ | ---------------------------- |
| Чотирикутна піраміда |            | 5      | 8     | 5      | 4 трикутника 1 прямокутник   |
| Трикутна призма      |            | 6      | 9     | 5      | 2 трикутника 3 чотирикутника |